# 남정각
남정각(南廷珏, 1897년 12월 22일~1967년 1월 29일)는 한국의 독립운동가이다. 호는 오산(午山)이며, 이명(異名)으로는 남영득(南永得․ 南寧得) 등이 있다.

## 생애

### 교육
1913년 16세까지 한학을 수학하였고, 이후 상경하여 조선기독교청년회 부설 학관에 입학하여 신학문을 익혔다.

### 3.1운동 참여
1919년 3․1운동이 일어나자 경기도 수원에서 만세 시위운동에 참가하였다.
이어 '독립신문'을 등사하여 용인․ 수원․ 안성 등지에 배포하여 자주 독립의식을 고취하고, 이들 지역에서의 격렬한 만세시위항쟁을 촉발하는데 이바지하였다.

### 의열단 활동
1919년 8월 중국으로 망명하여 신학문을 수학하면서 지속적인 독립운동을 모색하였다.
3․1운동 직후에 장춘에서 만나 독립운동에 관해 논의한 적이 있던 김원봉과 1921년 다시 만나, 그의 열렬한 독립정신과 투쟁의지를 갖고 있음을 잘 알던 김원봉의 권유와, 그리고 의열단의 혁명적 투쟁 방식에 공감한 그의 결단으로 의열단 활동에 동참하게 되었다.
국내의 일제기관 파괴와 요인을 암살하고자, 서울에 있던 김한(金翰)과 김원봉 사이를 오가면서 폭탄의 반입 준비를 진행하였다.
1922년 12월말 이번에는 직접 투탄계획에 참여하여 국내에 잠입하여 폭탄이 도착하기를 기다렸다. 그런데 이 때 의열단 동지 김상옥의 의거로 일경의 감시와 경계가 한층 강화됨에 따라 폭탄 운송이 어렵게 되고, 국내에서 암살․파괴 책임자로 활동하던 김한마저 이 의거에 연루되어 체포되고 말았다. 이에 남정각은 김원봉을 만나 폭탄 운송 문제와 향후 대처방안을 상의하기로 결심하고, 1923년 2월 1일 일경의 포위망을 뚫고 서울을 빠져 나와 북경을 거쳐 천진으로 탈출하였다.
운동자금이 부족하여 동지들이 몹시 어려움을 겪고 있음을 안 남정각은 거사 자금의 자체 조달 계획을 세웠다. 내자동(內資洞)에 살던 부호 이인희(李麟熙)로부터 거사 자금을 거출하기로 결정하였다. 그러나 이인희의 밀고로 잠복하고 있던 일경에게 1923년 3월 3일 피체되었다.
그리고 이 때 의열단이 비밀리에 추진했던 국내에서의 대규모 암살․파괴 작전도 밀정의 밀고로 발각되어 1923년 3월 15일 김시현․ 유석현 등 주동자들이 일제히 피체됨에 따라 실패하고 말았다. 이 때 일경에 압수된 거사 물품만도 건물 파괴용 폭탄 6개․방화용 폭탄 17개․암살용 폭탄 13개 등 폭탄 36개, 권총 5정과 실탄 155발, 신채호가 집필한 의열단 선언문인 조선혁명선언 361부, '조선총독부 소속 관공리에게'라는 협박문 548매 등이었다.

### 옥고
1923년 8월 21일 경성지방법원에서 징역 8년을 선고받아, 1929년까지 옥고를 치렀다.

### 교민 보호 활동
이후 다시 중국 천진으로 망명하여 비밀리 독립운동을 전개하는 한편 천진교민회(天津僑民會)를 조직하여 이주 한인동포들의 권익 옹호를 위해 힘쓰다가 8․15 광복을 맞이하였다.
남정각은 동포들의 귀국 배편을 마련하고, 또 일본인 침략자들의 재산을 몰수하여 동포들의 여비와 이사 비용에 충당하는 등 한인 동포들의 안전한 귀국을 위해 진력하였다

### 고려동지회 활동
1946년 500여 명의 뜻을 같이 하는 동지들과 함께 고려동지회(高麗同志會)를 조직하여 활동하였다. 이들은 해방 공간에서 통일 민족국가의 건설에 노력하였고, 또 농촌에 회원들을 파견하여 계몽운동을 전개하여 기층 농민들의 의식개혁과 생활향상에 기여하였다. 그리고 다른 한편으로는 재일본 전정피해 동포들의 구호사업을 벌이고, 귀환 동포들의 생활안정에도 힘썼다.

## 상훈
- 1963년 건국훈장 독립장

## 같이 보기
- 3·1 운동
- 김원봉
- 의열단
- 신채호
- 조선혁명선언
- 김상옥
- 김시현
- 유석현
- 고려동지회